# Woodhaven
Woodhaven é uma cidade localizada no estado americano do Michigan, no Condado de Wayne.

## Demografia
Segundo o censo americano de 2000, a sua população era de 12.530 habitantes.
Em 2006, foi estimada uma população de 13.381, um aumento de 851 (6.8%).

## Geografia
De acordo com o United States Census Bureau tem uma área de 16,8 km², dos quais 16,8 km² cobertos por terra e 0,0 km² cobertos por água.

## Localidades na vizinhança
O diagrama seguinte representa as localidades num raio de 8 km ao redor de Woodhaven.